# 父性
父性（ふせい）
- 子供の父親に期待される役割。後述。
- 子供の実の父親であろう度合い。たとえば「父性が確実」は「確実に実の父親」だということ。

父性（ふせい）とは、家庭において父親に期待される性役割のこと。母性とは異なる質の能力と機能とをいう場合が多い。何をもって父性と見なすかは文化によって異なる。近代において父性は子どもの精神病理との関係から注目されるようになったが、それはジークムント・フロイトのエディプス・コンプレックス説に基づくものである。フロイトはあらゆる神経症の原因がエディプス・コンプレックスと強く関係していると主張した。フロイトによれば、3-6歳（エディプス期）の男児は、父親への恐怖（去勢コンプレックス、去勢不安）により母親に対する性的欲求が抑圧されるため、子どもは父親のようになろうと自らを父親と同一視する。それによってエディプス・コンプレックスが克服され次の発達段階（潜在期）へと移行できる。一方で、女児の場合は既に「去勢」されているため男根羨望が生じ、この種の去勢コンプレックスによって初めてエディプス期に遷移する。すなわち、フロイトは子どもの父親に関わる去勢コンプレックス（去勢不安または男根羨望）によって男らしさ、女らしさが形成されるとする。フロイトはこの過程の失敗が神経症の発症に大きく影響すると考えた。このような主張は、フロイトの精神分析学が影響力を失った現在では、精神医学において肯定的に顧みられることはほとんど無いが、保守的な教育論からはある種の疑似科学として「父性の復権」が今日でも主張されることがある。